# Quinto Fábio Vibulano Ambusto (cônsul em 423 a.C.)
Quinto Fábio Vibulano Ambusto (em latim: Quintus Fabius Vibulanus Ambustus) foi um político da gente Fábia nos primeiros anos da República Romana eleito cônsul por duas vezes, em 423 e 412 a.C., com Caio Semprônio Atratino e Caio Fúrio Pácilo respectivamente. Foi também tribuno consular por duas vezes, em 416 e 414 a.C. Ele é filho de Quinto Fábio Vibulano, cônsul em 467, 465 e 459 a.C., e irmão de Marco Fábio Vibulano, cônsul em 442 a.C. e tribuno consular em 433 a.C., e de Numério Fábio Vibulano, cônsul em 421 a.C..

## Primeiro consulado (423 a.C.)
Em 423, Quinto Fábio foi eleito cônsul pela primeira vez com Caio Semprônio Atratino. Durante as campanhas militares daquele ano, Quinto Fábio ficou encarregado da defesa da cidade enquanto Caio Semprônio marchou com o exército para combater os volscos, que conseguiram se reorganizar para enfrentar Roma, que, por sua vez, estava mal preparada para a batalha.
Apesar da incapacidade administrativa de Semprônio, principalmente ao enfrentar um exército volsco cuidadosamente preparado, a campanha não se transformou num desastre por pouco. O cônsul, desprezando o inimigo, não havia disciplinado suas tropas e quase foi derrotado. Sexto Tempânio, um decurião da cavalaria, toma a iniciativa de atacar os volscos saltando do cavalo e avançando sobre os inimigos. Os volscos tentam cercar a frente romana de Tempânio, mas o resto do exército romano avança para protegê-los. Com a chegada da noite, ambos exércitos entraram em pânico e, achando que haviam sido derrotados, abandonaram o campo de batalha, deixando para trás os feridos. Tempânio, porém, segurou suas tropas, e, com a chegada do dia, viu que todos haviam abandonado o campo, recolheu os feridos romanos e voltou para Roma.
Ao retornar a Roma, Semprônio só conseguiu evitar ser processado pelos tribunos da plebe graças ao testemunho de Tempânio, que afirmou tê-lo visto combatendo corajosamente.

## Primeiro tribunato consular (416 a.C.)
Em 416, foi eleito tribuno consular com Espúrio Náucio Rutilo, Aulo Semprônio Atratino e Marco Papírio Mugilano.
Este ano, como o anterior, foi caracterizado por um cenário externo tranquilo e tensões crescentes internamente por causa da questão agrária por parte dos tribunos da plebe Marco Metílio e Espúrio Mecílio.

## Segundo tribunato consular (414 a.C.)
Quinto Fábio foi novamente eleito tribuno consular em 414 a.C., desta vez com Caio Cornélio Cosso, Lúcio Valério Potito e Marco Postúmio Regilense.
Neste ano, Bolas, capturada no ano anterior pelos romanos, que discutiam criar ali uma colônia romana, foi reconquistada e refortificada pelos équos. O Senado decide então confiar a campanha aos cuidados de Marco Postúmio. Ele conduziu o exército à vitória, mas criou inimizades com seus próprios soldados ao descumprir a promessa de dividir com eles o butim da guerra. Reconvocado a Roma, durante uma inflamada discussão na assembleia com os tribunos da plebe, especialmente Marco Sêxtio, que ameaça reapresentar a proposta de divisão agrária de Bola do tribuno Lúcio Décio, que havia sido bloqueada no ano anterior, Marco Postúmio, apoiado pelos patrícios, se opõe e ameaça dizimar seu exército.
Quando a notícia chegou ao acampamento militar do que se passava em Roma, os soldados se levantaram em revolta. Marco Postúmio lidou com a situação com dureza excessiva, tanta que, quando novos tumultos irromperam por causa de sua decisão de condenar alguns soldados à morte, foi capturado juntamente com seu questor, Públio Sêxtio, e apedrejado por seus próprios soldados.
Os tribunos da plebe impediram que os tribunos consulares abrissem um inquérito sobre o ocorrido.

## Interrex (413 a.C.)
Depois do assassinato, os patrícios fizeram de tudo para que, no ano seguinte, fossem realizadas eleições consulares para evitar que plebeus fossem eleitos tribunos consulares e levassem este caso à pauta do Senado. Os tribunos da plebe se opuseram na assembleia das centúrias e nenhuma eleição foi realizada no final de 414 a.C. Quinto Fábio foi eleito interrex no começo de 413 para assegurar a realização de eleições e ele conseguiu eleger os dois cônsules do ano seguinte, Aulo Cornélio Cosso e Lúcio Fúrio Medulino, que condenaram alguns soldados como forma de apaziguar as tensões no exército.

## Segundo consulado (412 a.C.)
Segundo Friedrich Münzer, este Quinto Fábio é o mesmo que foi cônsul em 412 a.C., uma hipótese refutada por Attilio Degrassi. De qualquer forma, 412 a.C., Quinto Fábio foi novamente eleito cônsul, agora com Caio Fúrio Pácilo. Durante seu mandato, a tentativa do tribuno da plebe Lúcio Icílio de reacender o debate político a respeito da questão agrária foi frustrada pela irrupção de mais uma epidemia em Roma.
| “ | ...espalhou-se uma peste que, se não tão séria, era ameaçadora e virou a cabeça dos homens do fórum e das lutas políticas para o cuidado de suas casas e seus corpos. | ” |
|   | — Lívio, Ab Urbe condita IV, 2, 52. |   |